# SP Tre Penne
S.P. Tre Penne este o echipă de fotbal din Serravalle, San Marino.

## Titluri
- Campionato Sammarinese di Calcio: 4

2011/2012, 2012/2013, 2015/2016, 2018/2019
- Cupa Titano: 5

1967, 1970, 1982, 1983, 2000
- Trofeul Federal San Marino: 1

2005

## Meciuri în cupele europene
| Sezon     | Competiția         | Etapa           | Adversar              | Turul I | Turul II |
| --------- | ------------------ | --------------- | --------------------- | ------- | -------- |
| 2010-11   | UEFA Europa League | calificări Q2   | HŠK Zrinjski Mostar   | 1 – 4   | 2 - 9    |
| 2011-12   | UEFA Europa League | calificări Q1   | FK Rad Belgrad        | 0 – 6   | 1 - 3    |
| 2012-13   | Liga Campionilor   | calificări Q1   | F91 Dudelange         | 0 – 7   | 0 - 4    |
| 2013-14   | Liga Campionilor   | calificări Q1   | FC Shirak Gyumri      | 0 – 3   | 1 - 0    |
| 2016-17   | Liga Campionilor   | calificări Q1   | The New Saints FC     | 0 – 3   | 1 - 2    |
| 2017-18   | UEFA Europa League | calificări Q1   | FK Rabotnički         | 0 – 6   | 0 - 1    |
| 2019-2020 | Liga Campionilor   | preliminarii sf | FC Santa Coloma       | 0 – 1   | 0 – 1    |
| 2019-2020 | UEFA Europa League | calificări Q2   | FK Sūduva Marijampolė | 0 – 5   | 0 – 5    |